# Du temps pour toi
Du temps pour toi — третий концертный альбом франкоканадской певицы Изабель Буле, выпущенный компаниями V2 Records и les Productions Sidéral в октябре 2005.

## Список композиций
| №   | Название                                                                                 | Длительность |
| --- | ---------------------------------------------------------------------------------------- | ------------ |
| 1.  | «Intro» (Даниель Сефф, Дидье Големанас)                                                  | 2:07         |
| 2.  | «Jamais» (Марио Пелузо, Роже Табра)                                                      | 4:33         |
| 3.  | «Parle-moi» (Дж. Каплер)                                                                 | 3:44         |
| 4.  | «Tout au bout de nos peines (дуэт с Джонни Холлидеем)» (Даниель Сефф, Дидье Големанас)   | 3:31         |
| 5.  | «Aimons-nous» (Даниель Лавуа, Луиза Форестье)                                            | 3:44         |
| 6.  | «Je voudrais» (Даниель Сефф, Дидье Големанас)                                            | 2:35         |
| 7.  | «Du temps pour toi» (Даниель Сефф, Дидье Големанас)                                      | 4:42         |
| 8.  | «Medley acoustique (Quelques pleurs, Jamais assez loin, Je t'oublierai, je t'oublierai)» | 5:47         |
| 9.  | «La vie devant toi» (Даниель Дешем)                                                      | 4:58         |
| 10. | «En t'attendant» (Аманда Стерс, Патрик Брюэль)                                           | 3:55         |
| 11. | «Le cœur volcan» (Жюльен Клер / Этьен Рода-Жиль)                                         | 5:22         |
| 12. | «Mieux qu'ici-bas» (Даниель Сефф, Дидье Големанас)                                       | 3:58         |
| 13. | «Les séparés (дуэт с Жюльеном Клером)» (Марселин Деборд Вальмор, Жюльен Клер)            | 3:55         |
| 14. | «Le cœur combat» (Даниель Сефф, Дидье Големанас)                                         | 3:55         |
| 15. | «Je sais ton nom» (Даниель Сефф, Этьен Рода-Жиль)                                        | 5:39         |
| 16. | «Un jour ou l'autre» (Мари Флоранс Гро, Патрик Брюэль)                                   | 4:02         |
| 17. | «Une autre vie» (Франсис Кабрель, Тьерри Шазель)                                         | 5:02         |
| 18. | «Le petit garçon» (Жак Датен, Жан-Лу Дабади)                                             | 3:33         |
| 19. | «Quand tu m'aimes (дуэт с Шарлем Азнавуром), Бонус» (Шарль Азнавур)                      | 4:27         |

## Альбом
Запись была сделана в апреле 2005 на концертах в Олимпии, состоявшихся в ходе шестимесячного турне в поддержку альбома 2004 года Tout un jour, и выпущена на CD и первом DVD певицы, «обессмертивших», по выражению музыкальных журналистов, эту серию выступлений, прошедших, благодаря произведенному артисткой поразительному и трогательному впечатлению неподдельной чувствительности и искренности, с очень большим успехом.
Помимо композиций из альбома Tout un jour, на концерте были исполнены основные песни, принесшие Изабель Буле известность во Франции: Parle-moi, Au moment d'être à vous, Tout au bout de nos peines. Последняя исполнялась квази-дуэтом с Джонни Холлидеем, голос которого звучал в записи.
Композиция Les séparés исполнена дуэтом с Жюльеном Клером, а в качестве бонуса в ограниченном издании был добавлен ещё один дуэт с Шарлем Азнавуром. На концерте вместо выступления на бис Изабель Буле исполнила песню Сержа Реджани Le petit garçon, также вошедшую в альбом. Диск разошёлся во Франции к концу 2005 года тиражом в 59 079 копий.

## Чарты
| Чарт (2005)         | Место |
| ------------------- | ----- |
| Top Albums France   | 16    |
| Ultratop (Wallonia) | 7     |
| Swiss Albums Chart  | 42    |